# Wixel
Wixel is de artiestennaam van de Zaventemse muzikant Wim Maesschalck. Zijn muziek is grotendeels instrumentaal en vermengt elektronica met indierock en analoge instrumenten zoals akoestische gitaar en percussie. In zijn postrockachtige liedjes zijn invloeden te horen van zowel Hood als Domotic.
Wixel speelde op het Rhâââ Lovely Festival en het Cellula Indietronica Festival in Luxemburg, en deelde het podium met onder andere Radian, Xiu Xiu, Rivulets, Jel, de portables en The Go Find. Hij was mede-oprichter van het Rarefish collectief.
Wixel brengt sinds 2002 een grote hoeveelheid aan cd-r's uit, waardoor hem in het verleden weleens verweten is kwantiteit boven kwaliteit te stellen. Sinds een tweetal jaar is zijn productie drastisch verminderd. Het voorlopig laatste wapenfeit is de release van het album Heart. Naar aanleiding van die cd werd Wixel uitgenodigd om een livesessie te komen doen tijdens het Studio Brussel-programma Duyster.
Maesschalck maakt ook muziek onder de artiestennaam Bloedrood en is lid van de indieband Guernica. In het verleden was hij betrokken bij A December Lake.

## Discografie

### WIXEL
- Lovesongsforyou EP - webrelease (2002)
- Wixel - cd-r (2002)
- Bob - cd-r (2003)
- Slaapwel - cd-r (2005)
- Heart - cd (2005)

### BLOEDROOD
- Roetbloed - cd-r / webrelease (2005)